# Jon Barrenetxea
Jon Barrenetxea Golzarri (* 20. dubna 2000) je španělský profesionální silniční cyklista jezdící za UCI WorldTeam Movistar Team.

## Hlavní výsledky
2017
7. místo Gipuzkoa Klasikoa
2018
Národní šampionát
 vítěz silničního závodu juniorů
4. místo časovka juniorů
2019
vítěz LXX Antzuola Saria
4. místo Premio San Pedro–Irun
2020
vítěz Zumaiako Saria–Zumaia
vítěz Goierriko Itzulia–Urretxu
vítěz San Gregorio Saria–Berriatua
vítěz Memorial Valenciaga
2. místo San Juan Sari Nagusia–Segura
4. místo Lazkaoko Proba
7. místo Prueba Alsasua
2022
Vuelta a Andalucía
 vítěz vrchařské soutěže
International Tour of Hellas
 vítěz soutěže mladých jezdců
2023
Kolem Baskicka
 vítěz vrchařské soutěže
3. místo Boucles de l'Aulne
6. místo Clássica da Arrábida
Volta ao Alentejo
9. místo celkově
Vuelta a España
 cena bojovnosti po 9. etapě

### Výsledky na Grand Tours
| Grand Tour      | 2023 |
| --------------- | ---- |
| Giro d'Italia   | —    |
| Tour de France  | —    |
| Vuelta a España | 74   |

| —   | Nezúčastnil se |
| DNF | Nedokončil     |